# Осада Тира (314—313 до н. э.)
Осада Тира (314—313 годы до н. э.) — эпизод Третьей войны диадохов.
В 314 году до н. э. Антигон со своими войсками вторгся в Сирию и Финикию и без труда изгнал оттуда гарнизоны Птолемея. Единственным городом, который отказался подчиниться Антигону вместо Птолемея, был Тир (современный Сур на юге Ливана), основная часть которого располагалась на острове. Для организации эффективной осады Антигон был вынужден спешно строить большой флот. Ко времени описываемых событий относится провозглашение так называемого Тирского манифеста, в котором Антигон обосновывал свои права на верховную власть в Македонской империи и даровал грекам свободу.
На пятнадцатом месяце осады гарнизон Тира согласился сдаться при условии беспрепятственного ухода со всем своим имуществом.

## Предыстория

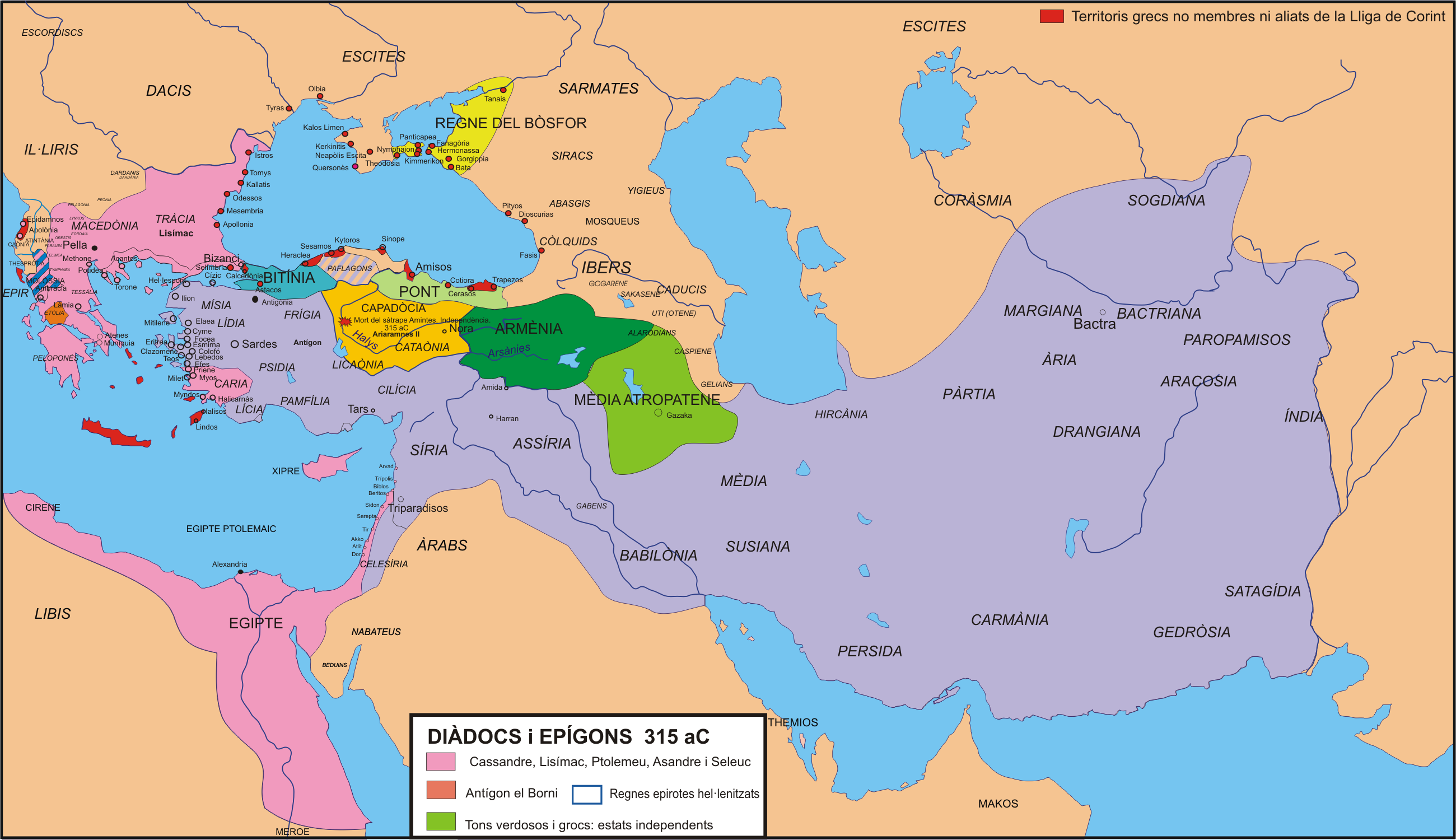
Ориентировочная карта территориальных владений на момент окончания Второй войны диадохов (315 год до н. э.)

После смерти Александра Македонского Александра Македонского в 323 году до н. э. началась серия войн между его военачальниками за передел Македонской империи. В ходе Второй войны диадохов Антигон стал самым могущественным человеком в Азии.
Резкое усиление могущества Антигона не устраивало никого из диадохов. Опасения бывших военачальников Александра Македонского подогревал Селевк, который утверждал, что Антигон хочет устранить всех некогда служивших Александру сатрапов. Между Птолемеем, Кассандром, Лисимахом и Селевком был заключён направленный против Антигона союз. Антигон в свою очередь отправил к ним послов с предложением поддерживать «узы дружбы, благодаря которым ему довелось доставить им торжество их общих интересов». Одновременно Антигон повёл армию в верхнюю Сирию, чтобы в случае неудачи переговоров вторгнуться во владения Птолемея.
В это время к Антигону прибыли послы от Птолемея и его союзников с неприемлемыми условиями. Антигон отверг требования союзников и начал приготовления к Третьей войне диадохов.
Среди множества проблем при реконструкции событий периода войн диадохов существует сложность их датировки. Один из главных источников по истории войн диадохов, Диодор Сицилийский использовал три античные хронологические системы — от года основания Рима, по афинским архонтам и античным Олимпийским играм. При описании событий, которые последовали за смертью Александра Македонского 11 июня 323 года до н. э., ни он, ни другие авторы не привели точной их датировки. В современной историографии присутствуют три подхода к определению даты того или иного события войн диадохов, которые получили название «высокой» и «низкой» хронологии. Также Э. Ансон выделяет гибридный подход в датировке, который использует элементы «высокой» и «низкой» хронологий. По утверждению Э. Ансона, после исследования Т. Бойи «Between High and Low: A Chronology of the Early Hellenistic Period» в историографии отдают предпочтение «низкой» хронологии. Таким образом, в работах различных историков осада Тира происходила в 315—314 или в 314—313 годах до н. э., однако в современных исследованиях отдают предпочтение второй датировке.

## Осада
Весной 315 или 314 года до н. э. Антигон со своими войсками вторгся в Сирию и Финикию и без большого труда изгнал оттуда гарнизоны Птолемея. Единственным городом, который отказался подчиниться Антигону, был Тир. Его главная часть располагалась на острове, имела крепкие стены. Город мог быть взят только с моря, что выяснил ещё Александр Македонский во время осады города в 332 году до н. э., при наличии крупного флота, которого у Антигона не было. Более того, около средиземноморского побережья Финикии и Сирии курсировало сто египетских кораблей под командованием Селевка. Антигон построил лагерь на материке напротив города и пригласил к себе местных финикийских царьков и гиппархов. С их помощью была начата постройка флота. Восемь тысяч человек рубили корабельный лес, тысячи плотников, кузнецов и парусных мастеров работали на верфях финикийских городов Сидона, Библа и Триполиса. Кроме финикийских портов, корабли строили и в Киликии из строевого леса Таврских гор. Также корабли для Антигона согласились строить на Родосе.
После встречи с представителями местной финикийской знати Антигон оставил под Тиром войско в 3000 воинов под командованием Андроника, а сам отправился на юг. Там он захватил Газу и Йоппу, после чего вернулся к Тиру руководить осадой.
В конце 314 года до н. э. к Антигону прибыл с дипломатическим визитом сын Полиперхона Александр. Формально, Полиперхон был регентом Македонской империи, однако его власть после поражений от Кассандра в ходе Второй войны диадохов распространялась лишь на часть Пелопоннеса. На войсковом собрании Антигон обвинил Кассандра в убийстве Олимпиады, плохом обращении с малолетним сыном Александра и его матерью Роксаной, насильственной женитьбе на сестре Александра Фессалонике, восстановлении Фив. Собрание объявило Кассандра врагом. Также было объявлено, что «все греки должны быть свободными, не иметь иностранные гарнизоны, и быть самоуправляемыми». Антигон надеялся, что Тирский манифест вызовет брожение в греческих полисах, которые были заняты войсками Кассандра. Возможно, в это же время был заключён союз между Антигоном и Полиперхоном. Полиперхон, по одной из версий, соглашался с передачей Антигону титула регента Македонской империи, а сам становился стратегом Пелопоннеса. Взамен он получал деньги и военную поддержку. Для Антигона также было выгодным получить союзного военачальника в самой Греции. Пропагандистский эффект манифеста состоял в том, что теперь Антигон позиционировал себя защитником царя, который ведёт войну с узурпатором, пока законный правитель империи находится в заточении.
После того как к Антигону прибыли корабли, была налажена морская блокада города. Военачальник не рискнул идти на штурм Тира из-за его мощных укреплений. Суммарно флот Антигона состоял из 240 кораблей: 40 кораблей привёл из Геллеспонта Фемисон, 80 — Диоскурид, 120 — построили на верфях Финикии. Остаётся неясным, почему Птолемей не оказал помощи осаждённому городу. По одной версии, он предполагал потерю города несущественной для своего могущества, в надежде, что кипрские верфи компенсируют ему утрату финикийских. Возможно, это было связано с его личностными особенностями — Птолемей предпочитал занимать выжидательную позицию и действовать лишь в тех случаях, когда был уверен в успехе. На пятнадцатом месяце осады летом 313 года до н. э. гарнизон Тира в условиях отсутствия помощи от Птолемея согласился сдать город при условии беспрепятственного ухода со всем своим имуществом.

## Последствия
Антигон после осады Тира 314—313 годов до н. э. отправился в Малую Азию. В Сирии он оставил войско под командованием сына Деметрия Полиоркета.